# Yigrem Demelash
Yigrem Demelash (* 26. Januar 1994) ist ein äthiopischer Leichtathlet, der in den Langstreckenläufen antritt.

## Sportliche Laufbahn
Yigrem Demelash gab 2011 beim Great Ethiopian Run, einem bekannten Volkssportevent in Äthiopien, sein Debüt auf der nationalen Ebene, bei dem er über die 10.000 Meter den zweiten Platz belegte. 2012 stellte er in Oslo seine Bestzeit von 13:03,30 min über die 5000 Meter auf. Im Juli trat er bei den U20-Weltmeisterschaften in Barcelona über 10.000 Meter an. Mit einer Finallaufzeit von 28:16,07 min konnte er dabei die Goldmedaille gewinnen und eine jahrelange Dominanz der Kenianer auf dieser Strecke beenden. Im September lief er in Brüssel die 10.000 Meter erstmals unter 27 Minuten. Seine 26:57,56 min bedeuteten einen neuen U20-Nationalrekord. Ab 2013 trat er dann bei den Erwachsenen an. Für Äthiopien bei den Crosslauf-Weltmeisterschaften in Bydgoszcz startend belegte er allerdings als 69. einen der hinteren Plätze, nachdem er zuvor bei den nationalen Crosslauf-Meisterschaften den zweiten Platz belegt hatte. Anschließend verpasste er die Saisons 2014 und 2015 nahezu komplett.
Im Mai 2016 meldete er sich mit einer Zeit von 26:51,11 min über die 10.000 Meter bei einem Wettkampf in Hengelo in der Weltspitze zurück. Mit dieser Zeit nahm er den 32. Platz der Weltbestenliste (Stand 2020) über diese Distanz ein und reiste als Jahresschnellster zu den Olympischen Spielen in Rio de Janeiro. Im Finale am 13. August belegte er in 27:06,27 min den vierten Platz. Im Ziel fehlten ihm zu Bronze, die sein Landsmann Tamirat Tola gewann, lediglich eine Hundertstelsekunde.

## Wichtige Wettbewerbe
| Jahr                  | Veranstaltung                 | Ort                   | Platz                 | Disziplin             | Zeit                  |
| Startet für Äthiopien | Startet für Äthiopien         | Startet für Äthiopien | Startet für Äthiopien | Startet für Äthiopien | Startet für Äthiopien |
| --------------------- | ----------------------------- | --------------------- | --------------------- | --------------------- | --------------------- |
| 2012                  | U20-Weltmeisterschaften       | Barcelona             | 1.                    | 10.000 m              | 28:16,07 min          |
| 2013                  | Crosslauf-Weltmeisterschaften | Bydgoszcz             | 69.                   | Erwachsenenrennen     | 35:16 min             |
| 2016                  | Olympische Spiele             | Rio de Janeiro        | 4.                    | 10.000 m              | 27:06,27 min          |

## Persönliche Bestleistungen
Freiluft
- 3000 m: 7:59,87 min, 10. Mai 2013, Doha
- 5000 m: 13:03,30 min, 7. Juni 2012, Oslo
- 10.000 m: 26:51,11 min, 29. Juni 2016, Hengelo
- Halbmarathon: 59,19 min, 10. Februar 2017, Ras Al Khaimah